# Конрадовце
Конрадовце (слч. Konrádovce) насељено је мјесто са административним статусом сеоске општине (слч. obec) у округу Римавска Собота, у Банскобистричком крају, Словачка Република.

## Становништво
| Година:    | 1994. | 2004.    | 2014.    | 2024.   |
| ---------- | ----- | -------- | -------- | ------- |
| Број људи: | 394   | 301      | 339      | 338     |
| Разлика:   |       | -23,60 % | +12,62 % | -0,29 % |

| Година:    | 2023. | 2024.   |
| ---------- | ----- | ------- |
| Број људи: | 328   | 338     |
| Разлика:   |       | +3,04 % |

Према подацима о броју становника из 2011. године насеље је имало 332 становника.